# 枇杷叶柯
枇杷叶柯（学名：Lithocarpus eriobotryoides）为壳斗科柯属的植物，为中国的特有植物。分布在中国大陆的湖北、湖南、贵州、四川等地，生长于海拔1,000米至1,500米的地区，多生于山地沟谷杂林中，目前尚未由人工引种栽培。